# Hella Joof

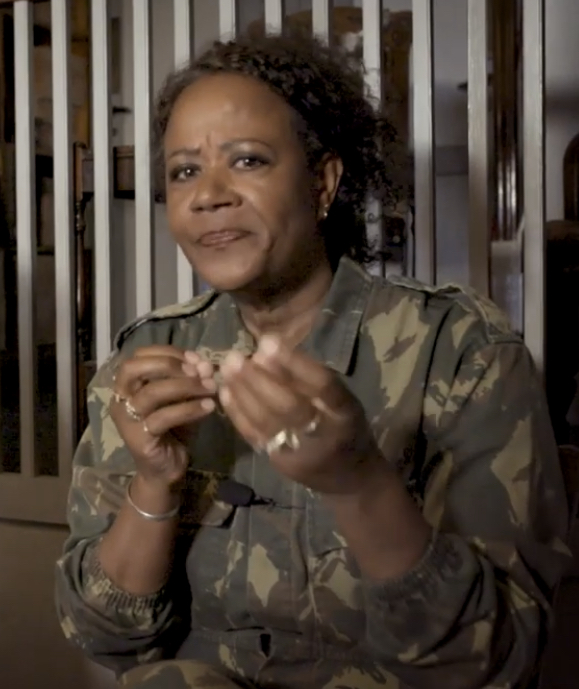
Hella Joof, 2018

Hella Joof (* 1. November 1962 in Birkerød, Dänemark) ist eine dänische Schauspielerin, Drehbuchautorin und Regisseurin.

## Leben
Joof ist die Tochter einer dänischen Mutter und eines gambischen Vaters. Hella Joof absolvierte von 1986 bis 1990 eine Schauspielerausbildung am Odense Teater. Anschließend war sie ab 1991 als Theaterschauspielerin am Det Danske Teater tätig. Weitere Auftritte und Engagements hatte sie in Folge am Aveny Teatret, Det Kongelige Teater, Betty Nansen Teatret und am Grønnegårds Teatret.
Joof leitete die Regie bei En kort en lang (2001), Oh Happy Day (2004) und Fidibus (2006). Ihr Filmdebüt En kort en lang sahen etwa zehn Prozent der dänischen Bevölkerung. Die Neuverfilmungsrechte für ihre zweite Arbeit Oh Happy Day wurden an Disney verkauft.
Shake It All About erhielt eine Auszeichnung auf dem 24. Moskauer Internationalen Filmfestival  prämiert. Joof moderierte Bullerfnis und andere Kindersendungen, sie war außerdem die Stimme der Titelheldin in dem Hardcore-Pornofilm Constance.
Als Schauspielerin hatte sie als Nebendarstellerin in einigen Komödien diverse Preise gewonnen, wie zum Beispiel Hannibal & Jerry (1997), Den eneste ene (1999) und Humørkort-stativ-sælgerens søn (2002). Hella Joof außerdem als Jury-Mitglied in der dänischen Version von Das Supertalent.
Des Weiteren wirkte sie ab 1997 in der dänischen Komödiengruppe Lex & Klatten gemeinsam mit Paprika Steen, Martin Brygmann und Peter Frödin, sowie mit Musik von Nikolaj Steen, Stig Kreutzfeldt und Jonas Krag. Lex & Klatten wurde beim Fernsehsender TV 2 als Satireprogramm und Fernsehshow mit Sketchen sowie musikalischer Unterhaltung ausgestrahlt. Einige ihrer erfolgreichen Hits davon, wie unter anderem For kendt und Rørvigwurden wurden bei EMI veröffentlicht. Das gleichnamige Album Lex & Klatten wurde 1998 mit dem Danish Music Awards in der Kategorie Dänische Gruppe des Jahres ausgezeichnet.
Am 1. September 2009 begann Hella Joof Theologie an der Universität Kopenhagen zu studieren.
Mit dem dänischen Schauspieler Runi Lewerissa hat sie eine gemeinsame Tochter, die Fernseh- und Radiomoderatorin sowie Drehbuchautorin Olivia Joof Lewerissa.

## Filmografie (Auswahl)

### Regisseurin und Drehbuchautorin
- 2001: Shake It All About (En kort, en lang, Regisseurin und Drehbuchautorin)
- 2001: Hvor svært kan det være (Fernsehserie, Regisseurin)
- 2004: Oh Happy Day (Regisseurin und Drehbuchautorin)
- 2006: Fidibus (Regisseurin und Drehbuchautorin)
- 2009: Se min kjole (Regisseurin und Drehbuchautorin)
- 2011: Anstalten (Fernsehserie, Drehbuchautoren)
- 2012: Sover Dolly på ryggen (Drehbuchautoren)

### Schauspielerin
- 1987: Peter von Scholten (Spielfilm)
- 1990–1992: Bullerfnis (Fernsehserie)
- 1994: Snøvsen Ta'r Springe
- 1996: Zwei Helden (De største helte)
- 1996: Wahlnacht (Valgaften, Kurzfilm)
- 1996: Far, mor og Blyp
- 1997: Hannibal & Jerry
- 1998: Mimi og madammerne (Fernsehserie)
- 1998: Hjerteflimmer
- 1999: Den eneste ene
- 2001: Hvor svært kan det være (Fernsehserie)
- 2002: Humørkort-stativ-sælgerens søn
- 2003: Hodder rettet die Welt (En som Hodder)
- 2011: Anstalten (Fernsehserie)
- 2013: Talenttyven